# Johann Wilhelm Ludwig Mellmann
Johann Wilhelm Ludwig Mellmann (* Januar 1764 in Klütz; † 12. April 1795 in Georgenburg) war ein deutscher Altphilologe und Pädagoge.

## Leben
Johann Wilhelm Ludwig Mellmann ist der Sohn des Pastors der Klützer Marienkirche, Ludwig Erich Mellmann (getauft 13. August 1717 in Wismar, † 8. März 1790 in Klütz). Der Jurist Johann Dietrich Mellmann (1746–1801) ist sein älterer Bruder.
Nach erstem Unterricht zu Hause besuchte er von 1779 an das Katharineum zu Lübeck, wo Johann Daniel Overbeck und Ludwig Suhl seine Lehrer waren. Ab 1782 studierte er Philologie an den Universitäten Kiel und Göttingen. 
Auf eine Empfehlung von Christian Gottlob Heyne hin erhielt er 1786 die Berufung als Nachfolger von Christian Friedrich von Matthäi zum Rektor der Griechischen und Lateinischen Klassen des mit der Universität Moskau verbundenen Gymnasiums in Moskau. 1792 wurde er zugleich Professor der Universität für Latein und Griechisch.
1795 kam es zu einem Konflikt wegen der von ihm im Unterricht und in einer Universitätsrede von 1790 vertretenen Philosophie Immanuel Kants. Der Moskauer Metropolit Platon (Pjotr Lewschin, 1737–1812) lud ihn zu einem Gespräch vor, das zu Mellmanns Entlassung und Ausweisung aus dem Russischen Reich führte. Er wurde durch Militär über die Grenze gebracht. In Ostpreußen angekommen, verweigerte er jede Nahrung und starb aus eigenem Willen in Georgenburg.

## Schriften
- Commentatio de causis et auctoribus narrationum de mutatis formis ad illustrandum maxime et diiudicandum opus Metamorphosium Ovidianum. Leipzig 1786 (Digitalisat)
- Oratio de communi omnis educationis et institutionis consilio in solennibus anniversariis imperii ab augustissima et potentissima totius Rossiae autocratore Catharina II, optima patriae matre ante annum XXVIII suscepti ab universitate Mosquensi rite ac pie celebrandis A. D. XXVIII. Junii anni MDCLXXXX. Habita a Ioanne Guilelmo Ludovico Mellmann, Phil. D. et LL. AA. M. Litterarum humaniorum linguarumque Graecae et Latinae Professore P. E. Classium Graecarum et Latinarum in Gymnasio Universitatis Rectore. Moskau 1790
- Zwey Lateinische Grammatiken für die untersten Klassen des Gymnasiums zu Moskau.